# Aguilares (Salvador)
Aguilares est un district de la municipalité de San Salvador Norte situé dans le département de San Salvador au Salvador. 

## Géographie
Le district s'étend sur 33,72 km2, à environ 30 km au nord de San Salvador, à une altitude moyenne de 300 m. 

## Histoire
En 1972, Rutilio Grande est nommé curé d'Aguilares, où il met en place une action pastorale inspirée de la théologie de la libération. Le 12 mars 1977, il est assassiné par balles, ainsi que Manuel Solórzano et Nelson Rutilio Lemus, par un escadron de la mort au service du régime d'Arturo Molina.
Aguilares est une municipalité avant le 1er mai 2024, date à laquelle elle est fusionnée avec El Paisnal et Guazapa pour former San Salvador Norte, dont elle devient un district.